# روزماري موريس
روزماري موريس (بالإنجليزية: Rosemary Morris)‏ هي لاعبة كرة الماء بريطانية، ولدت في 31 يناير 1986.

## روابط خارجية
- روزماري موريس على موقع الاتحاد الدولي للسباحة (الإنجليزية)
- روزماري موريس على موقع أوليمبيديا (الإنجليزية)
- روزماري موريس على موقع اللجنة الأولمبية البريطانية (الإنجليزية)